# Edyta Blauciak
Edyta Blauciak (ur. 23 kwietnia 1976) – polska lekkoatletka, specjalizująca się w rzucie oszczepem, medalistka mistrzostw Polski, reprezentantka Polski.

## Kariera sportowa
Była zawodniczką Śląska Wrocław.
W 1993 zajęła 2. miejsce w rzucie oszczepem na zawodach olimpijskiego festiwal młodzieży Europy, z wynikiem 48,22. Na mistrzostwach Polski seniorek na otwartym stadionie zdobyła jeden medal w tej samej konkurencji: brązowy w 1994. 
Rekord życiowy w rzucie oszczepem: 50,60 (1994).